# Tour 2003
Tour 2003 è il ventiduesimo album solista di Ringo Starr (il settimo dal vivo, escludendo la raccolta The Anthology...So Far), uscito il 23 marzo 2004 su etichetta Koch.
Ennesimo album dal vivo per Ringo e la sua All-Starr Band, ormai a corto di star e protagonisti di uno show che ha perso molto del suo iniziale interesse.
I componenti sono Sheila E, John Waite, Paul Carrack e Colin Hay.
L'album è stato registrato il 24 luglio 2003 a Toronto, Canada.

## Tracce
1. It Don't Come Easy (Ringo Starr) - 3:44
2. Honey Don't (Ringo Starr) - 2:59
3. Memphis in Your Mind (Ringo Starr) - 4:23
4. How Long (Paul Carrack) - 4:45
5. Down Under (Colin Hay) - 4:25
6. When I See You Smile (John Waite) - 4:52
7. Love Bizarre (Sheila E) - 4:05
8. Boys (Ringo Starr) - 3:04
9. Don't Pass Me By (Ringo Starr) - 4:02
10. Yellow Submarine (Ringo Starr) - 3:11
11. Living Years (Paul Carrack) - 6:25
12. Missing You (John Waite) - 4:18
13. Glamorous Life (Sheila E) - 4:49
14. I Wanna Be Your Man (Ringo Starr) - 3:25
15. Who Can It Be Now (Ringo Starr) - 4:00
16. With a Little Help from My Friends (Ringo Starr) - 5:36